# اونوره شارل ریل
اونوره شارل ریل (انگلیسی: Honoré Charles Reille; ۱ سپتامبر ۱۷۷۵ – ۴ مارس ۱۸۶۰) ژنرال نیروی زمینی فرانسه بود.
ریل در لشکرکشی‌های اولیه جنگ‌های انقلاب فرانسه تحت فرماندهی دوموریه و ماسنا خدمت کرد، که با دخترشان ویکتور ازدواج کرد. در سال ۱۸۰۰، ریل به فرماندهی شهر فلورانس، ایتالیا منصوب شد. در سال ۱۸۰۳ به درجه سرتیپ ارتقا یافت و در طول جنگ ائتلاف سوم در سال ۱۸۰۵، فرماندهی نیروهای متفقین وورتمبرگ را بر عهده داشت. او در نبردهای ینا، پولتوسک و اوسترولنکا خدمت کرد و به عنوان دستیار ناپلئون در فریدلند خدمت کرد.
در سال ۱۸۰۸، ریل در لشکرکشی اسپانیا شرکت کرد، سال بعد در نبردهای آسپرن و واگرام شرکت کرد. پس از واگرام، او به اسپانیا بازگردانده شد، جایی که تا سال ۱۸۱۲ فرماندهی ناوار و آراگون را بر عهده داشت. تا سال ۱۸۱۳ فرماندهی ارتش پرتغال به او سپرده شد که در نبرد ویتوریا فرماندهی آن را بر عهده داشت اما شکست خورد. 
پس از سقوط ناپلئون در سال ۱۸۱۴، بوربون‌ها، ریل را به عنوان بازرس کل لشکرهای ۱۴ و ۱۵ پیاده نظام منصوب کردند. در طول جنگ صد روزه، او به ناپلئون پیوست و فرماندهی سپاه دوم به او سپرده شد که در نبردهای کواتره براس و واترلو رهبری آن را بر عهده داشت.
در سال ۱۸۱۹، او به مقام اشرافی، در سال ۱۸۴۷ به مقام مارشالی فرانسه و در سال ۱۸۵۲ به مقام سناتوری رسید. ریل در سال ۱۸۶۰ در پاریس درگذشت و در گورستان پرلاشز، در همان مقبره‌ای که پدرزنش ماسنا در آن دفن شده بود، به خاک سپرده شد. خیابانی در نزدیکی پارک مونتسوری در منطقه ۱۴ پاریس به نام او نامگذاری شده است.
پسر او، رنه ریل (۱۸۳۵-۱۸۹۸)، سرباز، صنعتگر و سیاستمداری بود که سال‌های زیادی در مجلس ملی نمایندگان حضور داشت.